# Bearnaisesaus
Bearnaisesaus (Fr.: sauce béarnaise) is een warme geëmulgeerde saus gemaakt van geklaarde boter en eigeel met toevoeging van een gastrique, bestaande uit wijn, azijn, dragon, mignonettes, kervel, bouquet garni en sjalotten.
De saus werd vernoemd naar Béarn, de Zuid-Franse geboortestreek van Henri IV, en werd in 1836 voor het eerst gemaakt door chef Collinet, de uitvinder van de gepofte aardappelen. 
De saus werd daarna geserveerd tijdens de opening van het restaurant Le Pavillon Henri IV in Saint-Germain-en-Laye, niet ver van Parijs. 
De saus is een variant van de Hollandaisesaus waarvan nog twee afgeleiden bestaan: choronsaus is een béarnaise met toevoeging van tomatenpuree en/of ketchup. Foyotsaus is dan weer met toevoeging van vleesglace.